# ヒレナガチョウチンアンコウ科
ヒレナガチョウチンアンコウ科（学名：Caulophrynidae）は、アンコウ目に所属する魚類の分類群の一つ。いわゆるチョウチンアンコウ類に属する深海魚のグループで、ヒレナガチョウチンアンコウなど2属5種が含まれる。

## 分布
ヒレナガチョウチンアンコウ科の魚類はすべて海水魚で、太平洋・インド洋・大西洋など世界中の深海に幅広く分布する。水深1,000m以深の漸深層で生活する種類が多く、ヒレナガチョウチンアンコウ(Caulophryne pelagica)および C. jordani の2種は、三大洋のそれぞれ800-1,625m、および900-1,750mの範囲を中心に報告されている。前者は日本の周辺に分布する唯一の本科魚類とされてきたが、伊豆諸島近海から未記載の新種として、ケナシヒレナガチョウチンアンコウ(C. sp.)が記録されている。
ヒレナガチョウチンアンコウ属の残る2種のうち、C. polynema は大西洋と東部太平洋に分布する一方、インド太平洋からは知られていない。C. bacescui および Robia legula はいずれも極めて稀な種で、それぞれペルー沖およびバンダ海（インドネシア）から得られた1個体の標本に基づいて記載されている。

## 生態
ヒレナガチョウチンアンコウ科魚類は海底から離れた中層を漂って生活する、漂泳性深海魚の一群である。食性は肉食性で、頭部の誘引突起（イリシウム：釣り竿のように変形した背鰭第1鰭条）を用いて餌生物を惹き寄せるが、先端の擬餌状体（エスカ）には発光バクテリアを共生させるためのスペースが存在しないため、他の多くのチョウチンアンコウとは異なり生物発光を行うことはできない。
本科魚類の特徴である細長く伸びた背鰭・臀鰭の鰭条は、感覚器官として働くと考えられている。それぞれの鰭条を1本ずつアンテナのように動かすことで、体の周囲に球状の知覚領域を作り、獲物や敵の接近を感知するとみられる。

### 繁殖
すべてのチョウチンアンコウ類に共通する特徴として、性成熟後の雌雄の体格は著しい性的二形を示し、雄は雌よりも極端に小さい矮雄である。本科の矮雄はミツクリエナガチョウチンアンコウ科やオニアンコウ科と同様に、雌の体に食いついて一体化し、寄生生活を送るようになる。これまでに得られた本科の寄生雄（3例のみ）のうち、種が同定されているのは C. polynema のみである。
寄生雄の付着部位はすべて腹部正中線の近くで、前方を向いた逆さまの状態になっていることが多い。結合部位は雄の吻および下顎から成長した組織と、雌の体表から円錐状に盛り上がった組織によって繋がれ、他のチョウチンアンコウ類のように雄の体が雌側に密着したり、めり込んだりすることはない。
雄に寄生されていない雌の標本の多くが、よく成熟した卵巣を持つことから、少なくとも雌の性成熟に雌雄の結合は必要ないと考えられている。一方で、これまでに2個体が得られている自由生活期の雄の精巣はいずれも小さく、未発達であった。

## 形態

### 雌

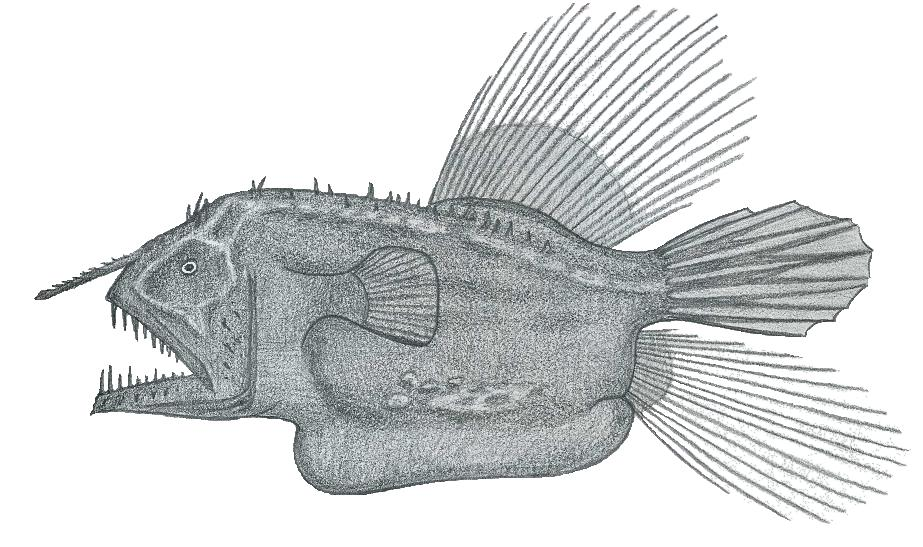
ヒレナガチョウチンアンコウ属の1種（Caulophryne polynema）。著しく伸長した背鰭と臀鰭の鰭条が特徴

ヒレナガチョウチンアンコウ科の雌は短い球状の体型をもち、体長は最大で約18cmにまで成長する。背鰭と臀鰭の鰭条が著しく細長く伸びることが、本科魚類の最大の特徴である。また、誘引突起に発光器を欠くこと、胸鰭の橈骨が2本のみ（他のグループでは3-5本）であることも、本科を他のチョウチンアンコウ類と区別する重要な形質となっている。
皮膚は滑らかで、側線に沿って細長い皮弁を有する。口は非常に大きく、水平あるいはやや斜め上向きに開く。ヒレナガチョウチンアンコウ属の誘引突起には多数の糸状皮弁が存在し、体表の皮弁とともに側線系の感丘が分布している。
背鰭および臀鰭の鰭条はすべて軟条で、Robia 属ではそれぞれ6本・5本である。ヒレナガチョウチンアンコウ属は背鰭に14-22本、臀鰭に12-19本の鰭条を備え、一般的なチョウチンアンコウ類の臀鰭の鰭条数（13本以下）と比べ多くなっている。細長い鰭条は非常に繊細で採集時に損傷しやすく、実際の長さを推定することは難しい。鰭膜を持たないが、それぞれの鰭条は筋肉と付属構造によって強固に支持されており、1本ずつ独立に動かすことが可能になっている。尾鰭の鰭条は8本で、チョウチンアンコウ類としては少ない。
主上顎骨・鰓蓋骨・下鰓蓋骨・後側頭骨、および擬鎖骨の腹側部は著しく退縮する。下顎と蝶形骨にトゲを持つが、方形骨および関節骨のトゲは退化的で、前鰓蓋骨には欠く。上顎・下顎・鋤骨の歯はそれぞれ20-45本・12-34本・1-5本。

### 雄
本科の雄はこれまでに、ヒレナガチョウチンアンコウ属の5個体（自由生活期2、寄生個体3）の標本しか得られていない。眼球および嗅覚器官は大きく発達する。胸鰭は大きく、体長の40%に達する。腹鰭は自由生活期の初期においてよく発達しているが、成長とともに消失する。

### 仔魚
本科魚類の仔魚の標本として、ヒレナガチョウチンアンコウ属のみ16点が知られている。体型は短く丸みを帯び、皮膚は水っぽく膨張する。仔魚の時点では腹鰭を持っており、これはチョウチンアンコウ上科の中では唯一本科のみにみられる特徴である。仔魚期における性的二形は皆無で、すべての個体に誘引突起の原基が認められる。

## 分類

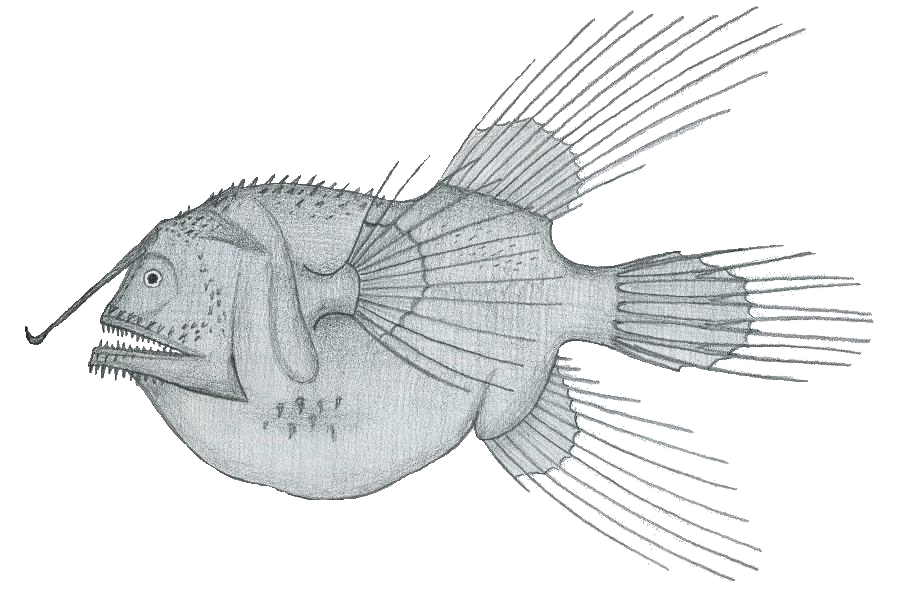
ヒレナガチョウチンアンコウ属の1種(Caulophryne jordani)。本科魚類として最初に記載された汎存種で、北大西洋を中心に全世界に分布する

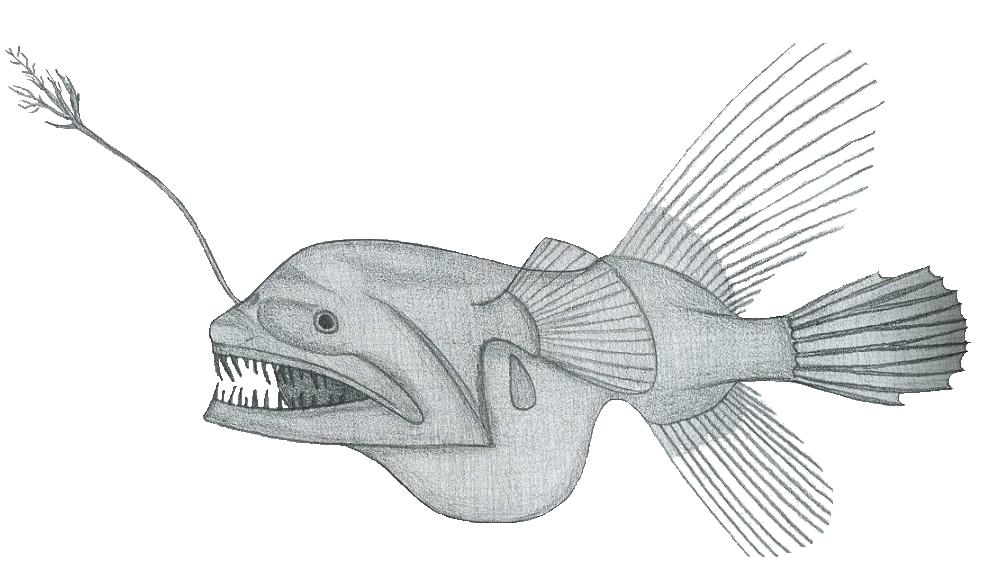
ヒレナガチョウチンアンコウ(Caulophryne pelagica)。日本近海を含む太平洋からの報告が多く、17点の雌の標本が知られている

ヒレナガチョウチンアンコウ科には(Nelson(2016))の体系において2属5種が認められている。本稿では、FishBaseに掲載される2属5種についてリストする。
ロングアイランド沖で1887年に採集された雌の標本を元に1896年に記載された Caulophryne jordani が、本科魚類の最初の記録である。以後半世紀余りの間に新たに5種が記載されたものの、いずれも標本数が少ないため十分な比較研究ができず、Bertelsen による1951年のモノグラフでは暫定的に3種にまとめられることになった。追加標本を用いた以降の検討もこの結論を支持し、別に記載された1種を加えて、Pietsch(2009)はヒレナガチョウチンアンコウ属の有効種を4種とみなしている。Robia 属は1979年に報告された1匹の雌が唯一の標本となっており、新たな個体は捕獲されていない。
本科は仔魚が腹鰭を持つこと、仔魚期における性的二形が存在しないこと、および擬餌状体の培養スペースを欠き生物発光ができないことなど、他の多くのチョウチンアンコウ類と異なる形質を有するため、チョウチンアンコウ上科において最も原始的な特徴を残すグループであると考えられてきた。しかし、これらの特徴は進化の過程で二次的に生じたものであり、本科はチョウチンアンコウ類の中で比較的派生的な位置にあるという系統解析の結果も示されている。この結論では、本科はキバアンコウ科・シダアンコウ科・オニアンコウ科と単一のクレードを構成し、これら3科の姉妹群として位置づけられている。
- ヒレナガチョウチンアンコウ属 Caulophryne
不対鰭の鰭条は比較的多く、長い[12]。背鰭・臀鰭の最も長い鰭条は、それぞれ体長の70%・60%を超える。誘引突起は比較的短く体長の130%未満で、全長にわたって繊細な糸状の皮弁に覆われる種もいる。擬餌状体には複雑な突起や分岐構造を備え、その形態は種によってさまざま。属名の由来は、ギリシア語の「caulis/kaulos（茎・柄）」と「phryne（ヒキガエル）」から[12]。
  - ヒレナガチョウチンアンコウ Caulophryne pelagica
  - Caulophryne bacescui
  - Caulophryne jordani[13]
  - フサフサヒレナガチョウチンアンコウ Caulophryne polynema [14]
- Robia 属
不対鰭の鰭条は比較的少なく、短い[12]。背鰭・臀鰭の最も長い鰭条は、それぞれ体長の65%・40%未満。誘引突起は長く体長の約2.7倍に及び、皮弁は持たない。擬餌状体の構造は単純で、いくつかの小さな突起を有するのみ。属名は本属の唯一の標本が採集された研究航海のリーダー、ブルース・H・ロビンソン（Bruce H. Robinson）に由来する[12]。
  - Robia legula（ロビアレギュラ）